# Rechlin
Rechlin ist eine Gemeinde im Süden des Landkreises Mecklenburgische Seenplatte in Mecklenburg-Vorpommern. Die Gemeinde wird vom Amt Röbel-Müritz mit Sitz in der Stadt Röbel/Müritz verwaltet. Rechlin ist ein staatlich anerkannter Erholungsort und bildet für seine Umgebung ein Grundzentrum.

## Geografie
Die größte Gemeinde im Amt Röbel-Müritz liegt an der Kleinen Müritz, einem mit dem Südteil der Müritz verbundenen Seearm. Über Kanäle und Seen ist Rechlin an die Havel sowie über die Müritz-Elde-Wasserstraße an die Elbe angebunden. Zum Gemeindegebiet zählen neben dem zwölf Kilometer langen Südostufer der Müritz zahlreiche weitere Seen (Woterfitzsee, Leppinsee, Kotzower Seen). Der Norden des Gemeindegebietes hat einen Anteil am Müritz-Nationalpark.
Umgeben wird Rechlin von den Nachbargemeinden Waren (Müritz) (Seegrenze) und Kargow im Norden, Kratzeburg im Nordosten, Mirow im Osten, Lärz im Süden sowie Südmüritz (teilweise Seegrenze) im Westen.
Ortsteile:
Zu Rechlin gehören die Ortsteile 
- Amalienhof
- Boek[3]
- Boeker Mühle
- Kotzow
- Rechlin Nord
- Retzow
- Vietzen
- Zartwitz
- Zartwitzer Hütte.

## Geschichte

### Rechlin
Der Ort Rechlin wurde 1374 erstmals urkundlich erwähnt. 1916 entstand hier die Flieger-Versuchs- und Lehranstalt. Nach dem Ende des Ersten Weltkrieges wurden die bestehenden Anlagen demontiert. In der Mitte der 1930er Jahre wurde im Zuge der Aufrüstung der Wehrmacht das Gelände zur Erprobungsstelle Rechlin der deutschen Luftwaffe, die dort neue Flugzeuge, Bomben und technische Ausrüstungen testete. Heinz Rühmann erhielt hier 1941 seine fliegerische Grundausbildung.
Von 1943 bis 1945 wurde in Retzow ein Barackenlager des Reichsarbeitsdienstes (RAD) zu einem Konzentrationslager umgebaut, das zunächst als Auffanglager für das überbelegte KZ Sachsenhausen diente. Die 1000 bis 1500 männlichen Häftlinge wurden beim Ausbau des Flugplatzes Lärz eingesetzt. Von Mitte oder Ende 1943 bis Kriegsende war das KZ Retzow, ein Außenlager des KZ Ravensbrück, mit durchschnittlich 2000 bis 3000 Frauen belegt. Das Lager wurde am 1. Mai 1945 durch die Rote Armee befreit.
Am Ende des Zweiten Weltkriegs waren die meisten Einwohner aus Rechlin geflüchtet. Auf dem Gelände der Luftwaffenerprobungsstelle Rechlin wurden sowjetische Truppen stationiert und das Gebiet mit der Rechliner Mauer umgeben. Offiziell durften Rechliner diesen Teil nicht betreten. Nach dem Abrücken der Truppen wurde ein Teil des Geländes zur Waldsiedlung. Aus den ehemaligen Offiziershäusern der Erprobungsstelle wurden Einfamilien- und Doppelhäuser.
Das ebenfalls auf dem Gelände der Erprobungsstelle gelegene Arboretum Erbsland war durch die Abriegelung bereits zum zweiten Mal in Vergessenheit geraten und steht Besuchern offen.

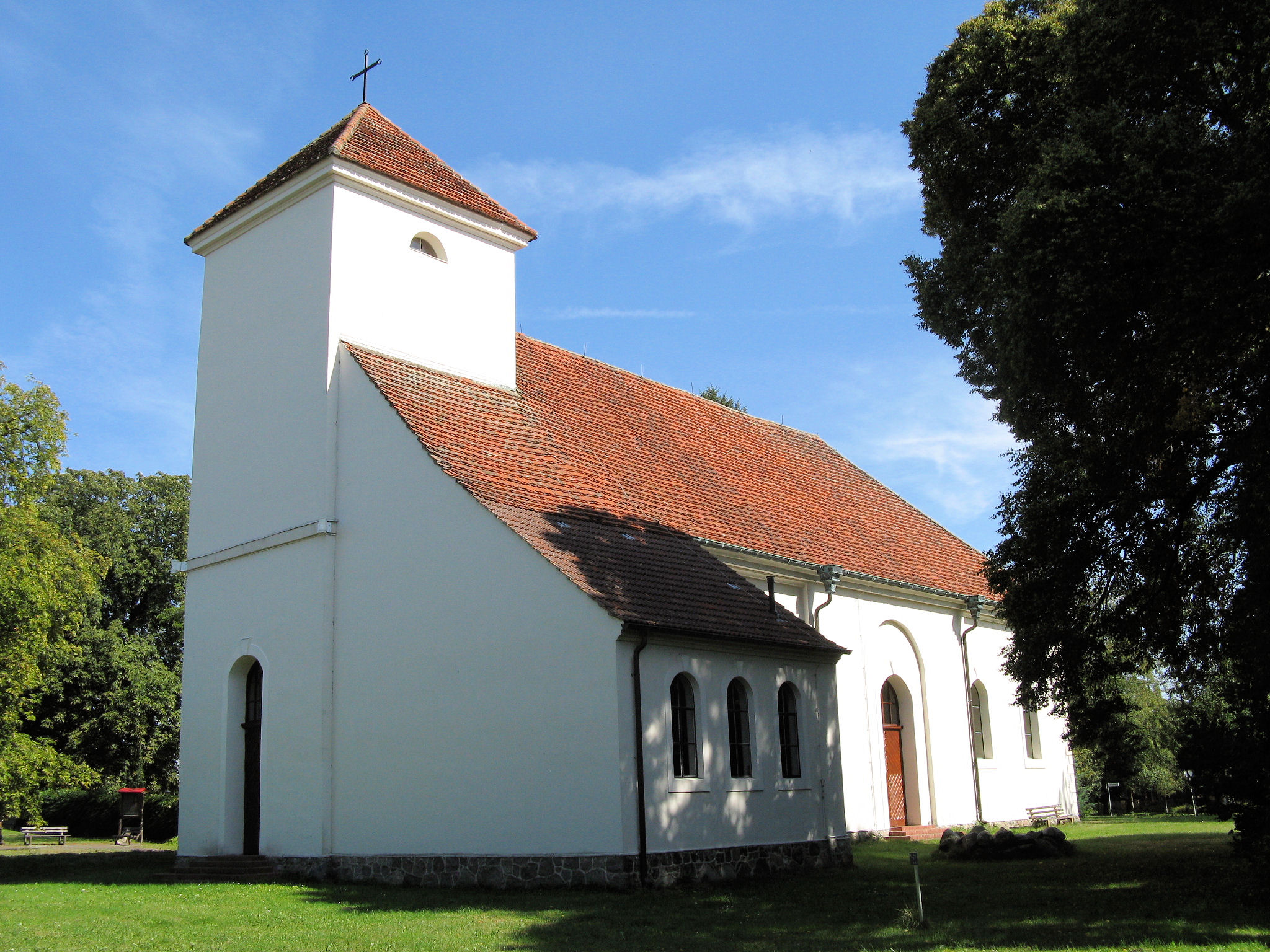
Kirche in Rechlin Nord

Die Kirche Rechlin in Rechlin Nord wurde durch das Engagement des damaligen Standortkommandanten, Olaf Bauer, vom Bundeswehrbesitz wieder in den Besitz der Kirche überführt. Sie ist renoviert worden und neben Gottesdiensten finden dort auch Veranstaltungen statt. Besonders an der Kirche ist, dass ihr Chor nach Westen zeigt, nicht nach Osten, wie sonst im Kirchenbau üblich.
Seit 1991 wurde der historische Ortskern im Rahmen der Städtebauförderung gründlich saniert; das Ortsbild hat sich stark verbessert.
Seit dem Sommer 2010 sind Rechlin sowie der Ortsteil Boek als staatliche Erholungsorte anerkannt.

### Boek
Boek ist nach der ersten urkundlichen Erfassung auch der älteste nachweisliche Gemeindeteil, denn 1256 wurde ein Ritter Johann von Havelberg als Besitzer des Gutes Boek erwähnt, seit 1841 im Besitz der Familie Le Fort.

### Vietzen
Der Ortsteil Vietzen erschien 1298 erstmals als Visene in den Urkunden, offenbar eine Ableitung von slawisch viš „Schilf, Ried“.

### Lärz
Im November 2018 fand in Lärz und in Schwarz ein Bürgerentscheid zu einem Gebietsänderungsvertrag statt, nach dem die beiden Gemeinden mit Rechlin fusionieren sollten. Sowohl in Lärz als auch in Schwarz stimmte jedoch eine Mehrheit gegen eine Fusionierung.

## Bevölkerung
| Jahr | Einwohner |
| ---- | --------- |
| 1990 | 2404      |
| 1995 | 2234      |
| 2000 | 2428      |
| 2005 | 2292      |
| 2010 | 2180      |
| 2015 | 2027      |

| Jahr | Einwohner |
| ---- | --------- |
| 2020 | 2043      |
| 2021 | 2051      |
| 2022 | 2086      |
| 2023 | 2041      |

 Stand: 31. Dezember des jeweiligen Jahres

## Politik

### Gemeindevertretung
Die Gemeindevertretung von Rechlin besteht aus zwölf Mitgliedern. Die Kommunalwahl am 9. Juni 2024 führte bei einer Wahlbeteiligung von 62,9 % zu folgendem Ergebnis:
| Partei / Wählergruppe             | Stimmenanteil 2019 | Sitze 2019 |  | Stimmenanteil 2024 | Sitze 2024 |
| --------------------------------- | ------------------ | ---------- |  | ------------------ | ---------- |
| CDU                               | 59,9 %             | 7          |  | 74,4 %             | 9          |
| Einzelbewerber Hagen Kassanke     | –                  | –          |  | 08,3 %             | 1          |
| Die Linke                         | 16,7 %             | 2          |  | 07,6 %             | 1          |
| Einzelbewerber Robert Köppen      | 06,1 %             | 1          |  | 04,8 %             | 1          |
| Einzelbewerberin Jasmin Krokotsch | –                  | –          |  | 04,8 %             | –          |
| Bürger für Rechlin (BfR)          | 17,4 %             | 2          |  | –                  | –          |
| Insgesamt                         | 100 %              | 12         |  | 100 %              | 12         |

### Bürgermeister
- 1990–1994: Wolf-Dieter Ringguth (SPD)
- 2004–2009: Wolf-Dieter Ringguth (CDU)
- 2009–2013: Olaf Bauer (CDU)[15]
- seit 2013: Wolf-Dieter Ringguth (CDU)[16]

Bei der Bürgermeisterwahl am 26. Mai 2019 wurde Ringguth ohne Gegenkandidat mit 79,4 % der gültigen Stimmen wiedergewählt. Am 9. Juni 2024 wurde er wiederum ohne Gegenkandidat mit 83,8 % der gültigen Stimmen in seinem Amt bestätigt. Seine Amtsdauer beträgt fünf Jahre.

### Wappen
| Wappen von Rechlin | Blasonierung: „In Rot vier schräglinks endende silberne rechte Seitenkeile und drei blaue Pfeilspitzen schräglinks übereinander.“ |
| Wappen von Rechlin | Wappenbegründung: In dem Wappen wurden die Wappen der die Geschicke des Ortes über Jahrhunderte bestimmenden Adelsfamilien von Kerberg (vorher Kerkberch) und von Retzow unter Beibehaltung der traditionellen Tingierung, aber in leicht veränderter Stellung, kombiniert. Die Familie von Kerberg führte in Rot vier silberne linke Seitenkeile; die Familie von Retzow in Rot drei (2:1) blaue Pfeilspitzen. Der Wappengestalter ist momentan nicht bekannt. Es wurde am 5. November 1990 durch das Ministerium des Innern genehmigt und unter der Nr. 1 der Wappenrolle des Landes Mecklenburg-Vorpommern registriert. |

### Flagge
Die Flagge wurde von dem Röbeler Joachim Markner gestaltet und am 20. November 2007 durch das Ministerium des Innern genehmigt.
Die Flagge ist quer zur Längsachse des Flaggentuchs von Rot, Weiß und Rot gestreift. Die roten Streifen nehmen je ein Viertel, der weiße Streifen nimmt die Hälfte der Länge des Flaggentuchs ein. In der Mitte des weißen Streifens liegt das Gemeindewappen, das zwei Drittel der Höhe des Flaggentuchs einnimmt. Die Höhe des Flaggentuchs verhält sich zur Länge wie 3:5.

### Dienstsiegel
Das Dienstsiegel zeigt das Gemeindewappen mit der Umschrift „GEMEINDE RECHLIN • LANDKREIS MECKLENBURGISCHE SEENPLATTE •“.

## Sehenswürdigkeiten und Kultur

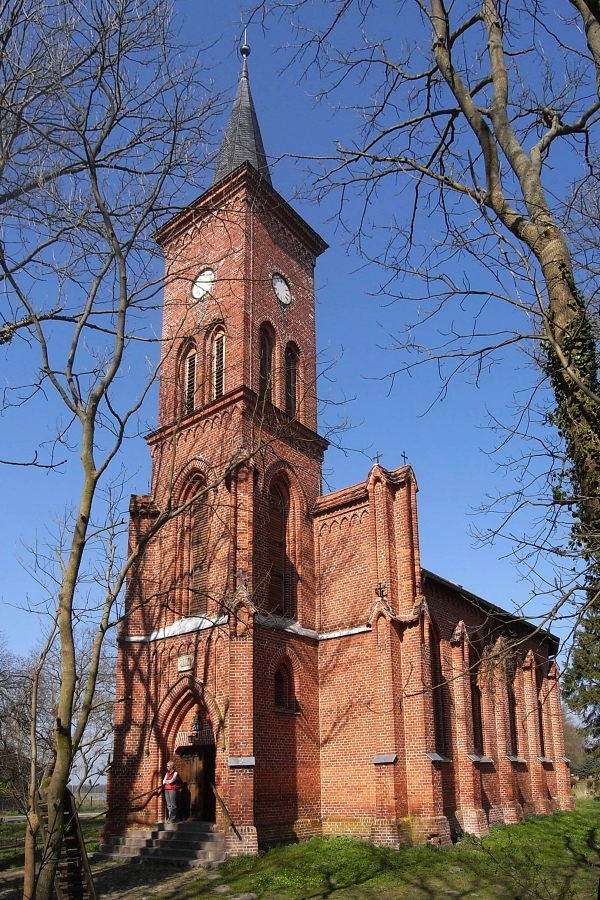
Dorfkirche St. Johannis in Boek

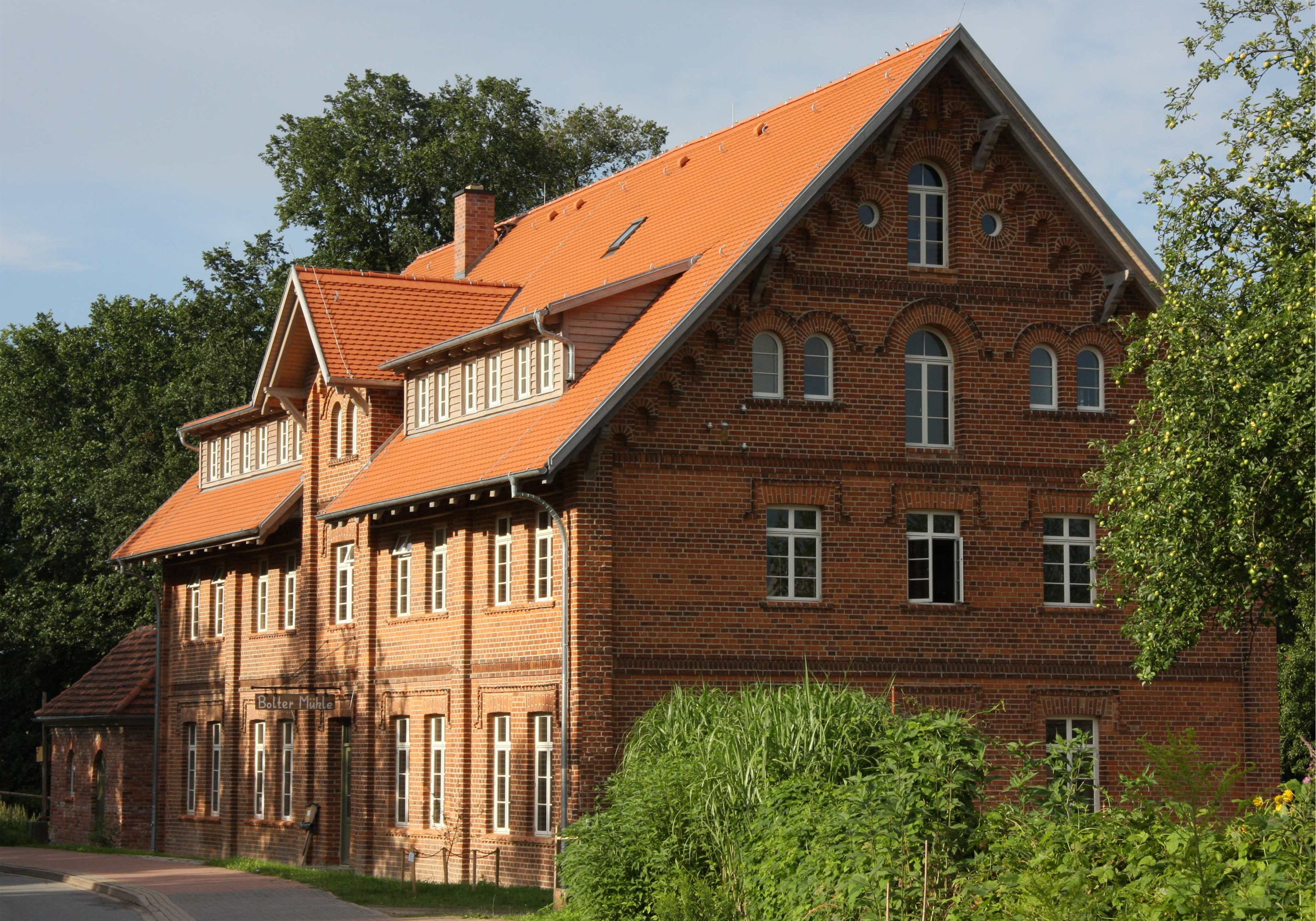
Bolter Mühle

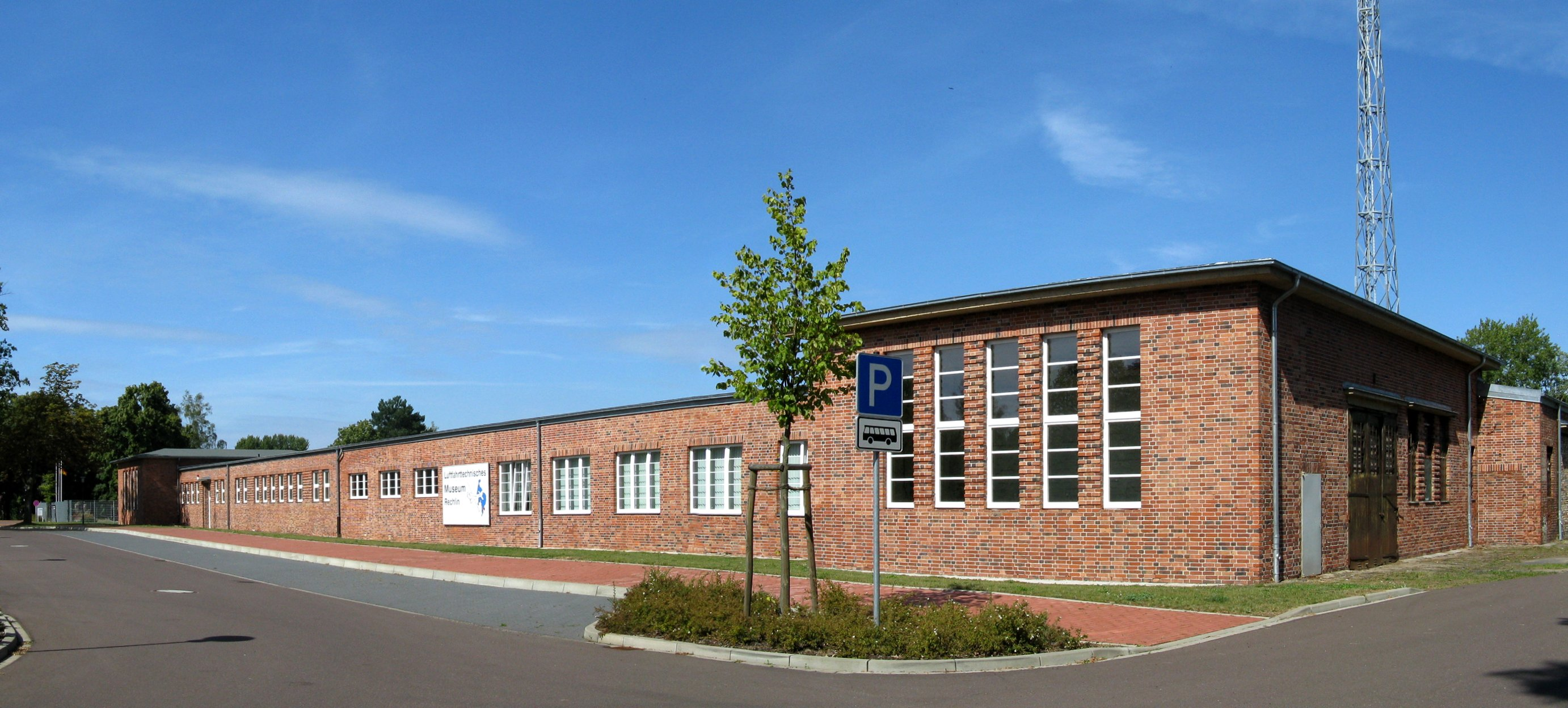
Luftfahrttechnisches Museum in Rechlin Nord

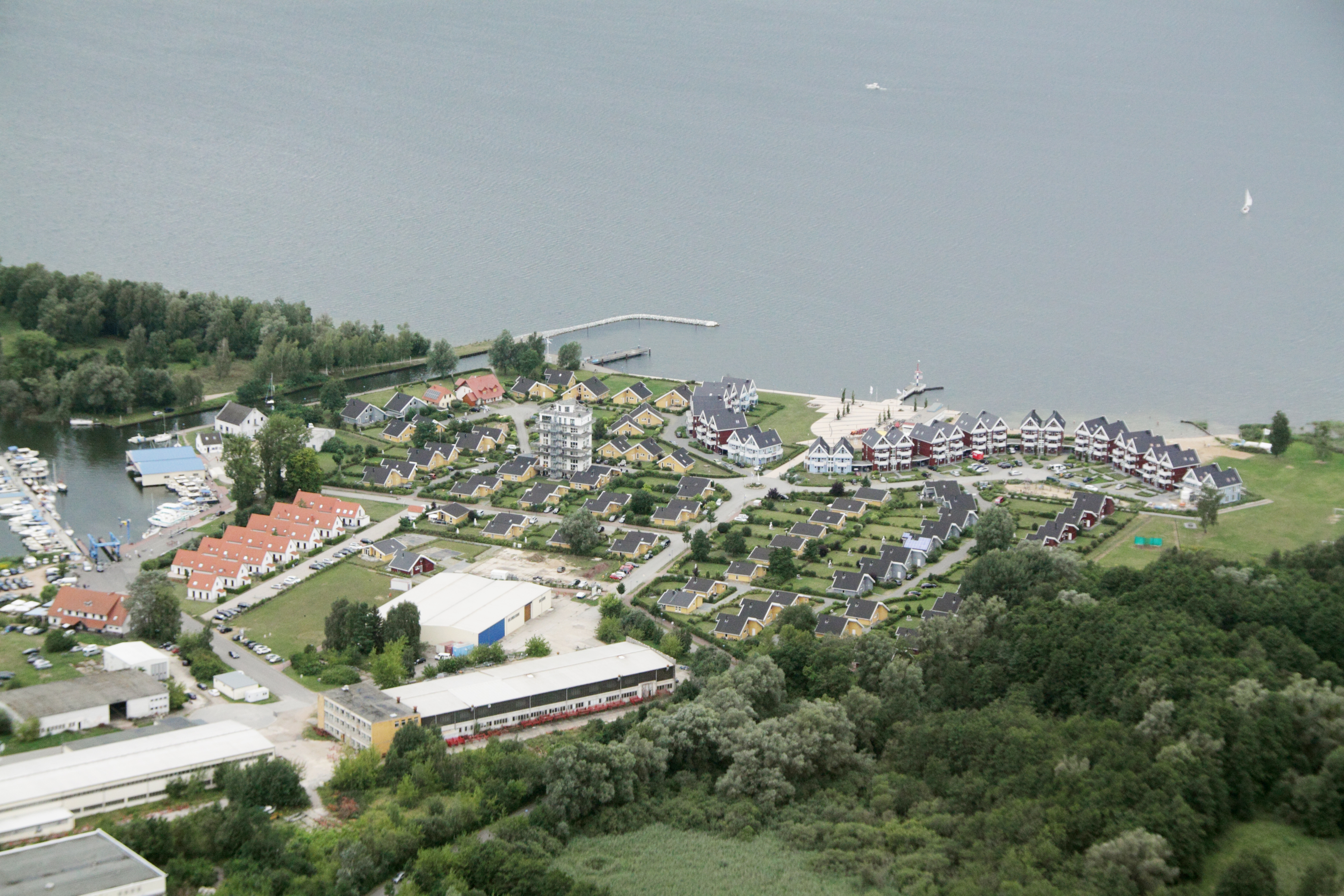
Hafendorf Rechlin

### Bauwerke
- Klassizistische Kirche in Rechlin Nord
- Ortsteil Boek: Eingang zum Nationalpark Müritz, Dorfplatz; (ehem.) Herrenhaus Boek
- Gedenkstein von 1980 im Ortsteil Retzow auf dem Areal des ehemaligen Außenlagers des KZ Ravensbrück für die Opfer der Zwangsarbeit
- Die neugotische St.-Johannis-Kirche in Boek ließ 1847 Carl Peter von Le Fort bauen. Le Fort war der Großvater der Schriftstellerin Gertrud von le Fort. In der Boeker Kirche steht die älteste erhaltene Orgel des Orgelbaumeisters Wilhelm Sauer von 1853. Durch eine private Spende konnte die Orgel 2003 restauriert werden und spielt wieder. Alle notwendigen Sanierungsarbeiten an der Kirche werden durch einen Förderverein finanziert. Im Sommer finden regelmäßig Konzerte und Ausstellungen statt.
- Bolter Mühle: Eine 1665 von der Komturei Mirow des Johanniterordens gegründete alte Wassermühle, die heute als Gästehaus, Kultur- und Ausflugsstätte genutzt wird
- „Weiße Häuser“: Vier Betonbunker und Beschussplatten aus der Zeit des Dritten Reichs bilden rund sieben Kilometer östlich von Rechlin (Koordinaten 53.32275, 12.8291) ein geheimnisumwittertes Ensemble, eine Versuchsanlage für bombensichere Häuser
- Ehemaliges sowjetisches Casino Rechlin von um 1950; Leerstand seit 1994

### Museum
- Das von zwei gemeinnützigen Vereinen im Ehrenamt betriebene Luftfahrttechnisches Museum Rechlin. (s. Weblinks)

## Wirtschaft und Infrastruktur

### Tourismus
Durch die Lage an der Müritz und dem südlichen Eingang zum Nationalpark Müritz im Ortsteil Boek begünstigt, ist der Tourismus in Rechlin und der Umgebung ein wichtiger Erwerbszweig. Es gibt Ferienanlagen, Gästehäuser, Campingplätze, Surfschule, Hotels und andere touristische Einrichtungen. Viele Rechliner vermieten Ferienwohnungen in ihren Häusern oder Bootshäusern.
Mit Haus- und Freizeitbooten ist Rechlin aus mehreren Richtungen erreichbar. Fahrradwege durch den Naturpark sind gepflegt und gut ausgeschildert. Linienbusse (mit Fahrradtransportanhängern) verbinden mit zahlreichen Haltestellen im Naturpark und dessen Nordeingang.
Der Zug der Wildgänse und Kraniche zieht im Herbst besonders viele Naturkundler an.

### Ansässige Unternehmen
Die größten Arbeitgeber des Ortes befinden sich im Ortsteil Rechlin Nord: Ein Folienhersteller, ein Bundeswehrdepot und als größter privater Arbeitgeber  ein Charterunternehmen mit angeschlossener Werft. Im Gewerbegebiet im Süden Rechlins haben sich Unternehmen angesiedelt, die hauptsächlich im Bereich der Marinetechnik tätig sind.
Der VEB Schiffswerft Rechlin (im Kombinat Schiffbau) stellte zu DDR-Zeiten unter anderem Sport- und Rettungsboote her. Als Teil der Konsumgüterproduktion in der DDR wurden in den 1960er Jahren auch Nagetusch-Wohnwagen in Lizenz gefertigt. Nach missglückter Privatisierung des Betriebes nach dem Zusammenbruch der DDR wurde das Gelände versteigert. Im Anschluss wurden viele der alten Produktionshallen abgerissen und Altlasten entsorgt. Seit 1998 wurde die Feriensiedlung „Hafendorf Müritz“ errichtet. Im April 2010 standen 99 Ferienhäuser zur Verfügung.
Ein Teil des Werftgeländes wird weiter für den Schiffbau genutzt. Hier werden Hausboote gebaut. Inzwischen sind hier etwa 90 Arbeitsplätze entstanden.

### Verkehr
Über die Bundesstraße 198 ist Rechlin mit der Bundesautobahn 19 (Berlin–Rostock) sowie den in der Nähe gelegenen Städten Neustrelitz und Mirow verbunden. Über Landesstraßen erreicht man Röbel/Müritz und Waren (Müritz). Der Regionalflugplatz und zwei Yachthäfen (Marinas) komplettieren die gut ausgebaute Infrastruktur Rechlins. Rechlin liegt an der Verbindung von Müritz-Elde-Wasserstraße und Müritz-Havel-Wasserstraße und kann auf dem Wasserweg sowohl von Hamburg, als auch von Berlin und der südlichen Ostsee (Stettiner Haff) angelaufen werden.
Der öffentliche Personennahverkehr wird durch die Mecklenburg-Vorpommersche Verkehrsgesellschaft betrieben. Es besteht eine Busverbindung über Röbel/Müritz und Waren (Müritz) bis nach Neubrandenburg (datBus), sowie u. a. nach Mirow. Weiterhin existieren mehrere Linien, die die Dörfer des Umlands morgens und am frühen Nachmittag anfahren. Ab dem „Hafendorf Rechlin“ verkehrt im Sommer eine touristische Buslinie in den Müritz-Nationalpark. Busse dieser Linie verkehren mit einem Anhänger für die Fahrradbeförderung.
Der Flugplatz Rechlin wurde während der Zeit des Nationalsozialismus nach 1939 erheblich ausgebaut. Es wurden zwei lange Landebahnen geschaffen. Es fanden dort Erprobungsflüge neuer unerprobter Kampfflugzeuge statt, aber auch Bomberstaffeln des Zweiten Weltkrieges starteten von da. In der SBZ und der DDR war dort eine Garnison der sowjetischen Luftstreitkräfte stationiert. Der Flugplatz Müritz Airpark mit zwei Landebahnen (2,3 und 1,8 km) in Lärz, im Süden des Gemeindegebietes, wurde nach 1994 in einen zivilen Verkehrslandeplatz überführt. Auf dem Gelände wird alljährlich das populäre Fusion Festival veranstaltet.

## Persönlichkeiten
- Wilhelm Joachim von Hammerstein (1838–1904), Politiker (Deutschkonservative Partei), Chefredakteur der Kreuzzeitung, in Retzow geboren
- Joachim Hentze (1940–2022), Wirtschaftswissenschaftler, in Rechlin geboren